# CBS Evening News
O CBS Evening News é o principal telejornal da CBS News, rede de notícias pertencentes a CBS, uma das maiores redes de televisão dos Estados Unidos e terceira maior do mundo. A rede CBS de televisão vem transmitindo o telejornal desde 1948, onde inicialmente era transmitido durante 15 minutos de sua programação, passando a ser exibido durante 30 minutos a partir de 1963.
Desde 2019 o CBS Evening News vem sendo ancorado por Norah O’Donnel. A âncora das edições de sábado à noite é a Adriana Diaz, transmitido dos estúdios da afiliada da CBS, WBBM-TV, em Chicago. Aos domingos o telejornal é apresentado por Jericka Duncan em Nova York, do CBS Broadcast Center. O CBS Evening News é transmitido a partir da sede da CBS News em Washington, D.C.
A edição semanal é transmitida de segunda a sexta ao vivo a partir das 18:30 - 19:00 na costa Leste e às 17:30 - 18:00 no fuso central. Para o restante do país ele é passado após o noticiário local, muitas vezes, gravado e atrasado para algumas localidades devido ao fuso-horário. A edição da Costa Oeste dos Estados Unidos geralmente é atualizada e tem uma introdução específica pra os telespectadores daquela região.

## Audiência
Até o final dos anos 1980 o telejornal foi número um (#1) dos EUA, sendo desbancado pelo ABC World News em 1990. Atualmente o CBS Evening News é o terceiro telejornal mais assistido dos Estados Unidos, atrás apenas do ABC World News (2º colocado) e o NBC Nightly News (1º colocado).